# Donja Mlinoga
Donja Mlinoga falu Horvátországban, Sziszek-Monoszló megyében. Közigazgatásilag Petrinyához tartozik.

## Fekvése
Sziszek városától légvonalban 17, közúton 29 km-re délre, községközpontjától légvonalban 11, közúton 15 km-re délkeletre a Báni végvidék középső részén, a Zrinyi-hegység északi oldalán, a 30-as számú főúttól keletre, Jabukovac és Gornja Mlinoga között fekszik.

## Története
Az itt talált leletek tanúsága szerint Mlinoga szőlőhegyén, a ma Gornja Mlinogához tartozó Vinodolon ahol több forrás is fakad már a középkorban település állt. Pusztulásának körülményei nem ismertek. A török a 16. század második felében foglalta el a falu területét. 1683 és 1699 között felszabadító harcokban a keresztény seregek kiűzték a térségből a törököt és a török határ az Una folyóhoz került vissza. 1697 körül előbb katolikus, majd a 18. században több hullámban a török uralom alatt maradt Közép-Boszniából, főként a Kozara-hegység területéről és a Sana-medencéből pravoszláv szerb családok települtek le itt. Az újonnan érkezettek szabadságjogokat kaptak, de ennek fejében határőr szolgálattal tartoztak. El kellett látniuk a várak, őrhelyek őrzését és részt kellett venniük a hadjáratokban. 1696-ban a szábor a bánt tette meg a Kulpa és az Una közötti határvédő erők parancsnokává, melyet hosszas huzavona után 1704-ben a bécsi udvar is elfogadott. Ezzel létrejött a Báni végvidék (horvátul Banovina), mely katonai határőrvidék része lett. 1745-ben megalakult a Petrinya központú második báni ezred, melynek fennhatósága alá ez a vidék is tartozott.
Mlinoga település 1773-ban az első katonai felmérés térképén már szerepel. A katonai határőrvidék megszűnése után Zágráb vármegye Petrinyai járásának része volt. Donja Mlinoga lakosságát 1890-ben számlálták meg először önállóan, ekkor 370, 1900-ban 394 lakosa volt. A 20. század első éveiben a kilátástalan gazdasági helyzet miatt sokan vándoroltak ki a tengerentúlra. 1918-ban az új szerb-horvát-szlovén állam, majd később Jugoszlávia része lett. A II. világháború idején a Független Horvát Állam része volt, de lakossága fellázadt a fasiszta hatalom ellen. Sokan csatlakoztak a partizán egységekhez. A háború áldozatainak emlékművét 1956-ban avatták fel. A háború után a béke időszaka köszöntött a településre. Enyhült a szegénység és sok ember talált munkát a közeli városokban. A délszláv háború előestéjén lakosságának 81%-a szerb, 13%-a horvát nemzetiségű volt. A falu 1991. június 25-én a független Horvátország része lett, de szerb lakossága a Krajinai Szerb Köztársasághoz csatlakozott. A horvát lakosságot elűzték. A falut 1995. augusztus 6-án a Vihar hadművelettel foglalta vissza a horvát hadsereg. A szerb lakosság többsége elmenekült. 2011-ben 96 lakosa volt.

## Népesség
| Lakosság változása | Lakosság változása | Lakosság változása | Lakosság változása | Lakosság változása | Lakosság változása | Lakosság változása | Lakosság változása | Lakosság változása | Lakosság változása | Lakosság változása | Lakosság változása | Lakosság változása | Lakosság változása | Lakosság változása | Lakosság változása |
| ------------------ | ------------------ | ------------------ | ------------------ | ------------------ | ------------------ | ------------------ | ------------------ | ------------------ | ------------------ | ------------------ | ------------------ | ------------------ | ------------------ | ------------------ | ------------------ |
| 1857               | 1869               | 1880               | 1890               | 1900               | 1910               | 1921               | 1931               | 1948               | 1953               | 1961               | 1971               | 1981               | 1991               | 2001               | 2011               |
| 0                  | 0                  | 0                  | 370                | 394                | 0                  | 0                  | 0                  | 307                | 319                | 319                | 280                | 259                | 240                | 127                | 96                 |

(1857 és 1880, valamint 1910 és 1931 között lakosságát Mlinoga néven Gornja Mlinogával együtt számlálták.)

## Nevezetességei
A II. világháború áldozatainak emlékművét 1956-ban avatták fel.